# Ex-Hacienda Tlazololapan
Ex-Hacienda Tlazololapan är en ort i Mexiko.   Den ligger i kommunen Tequila och delstaten Veracruz, i den sydöstra delen av landet, 240 km öster om huvudstaden Mexico City. Ex-Hacienda Tlazololapan ligger 1 126 meter över havet och antalet invånare är 218.
Terrängen runt Ex-Hacienda Tlazololapan är varierad. Runt Ex-Hacienda Tlazololapan är det ganska tätbefolkat, med 100 invånare per kvadratkilometer. Närmaste större samhälle är Córdoba, 13,1 km norr om Ex-Hacienda Tlazololapan. I omgivningarna runt Ex-Hacienda Tlazololapan växer i huvudsak städsegrön lövskog.